# Stenotanais crassiseta
Stenotanais crassiseta is een naaldkreeftjessoort . De wetenschappelijke naam van de soort is voor het eerst geldig gepubliceerd in 1984 door Bird & Holdich.